# Kefiran

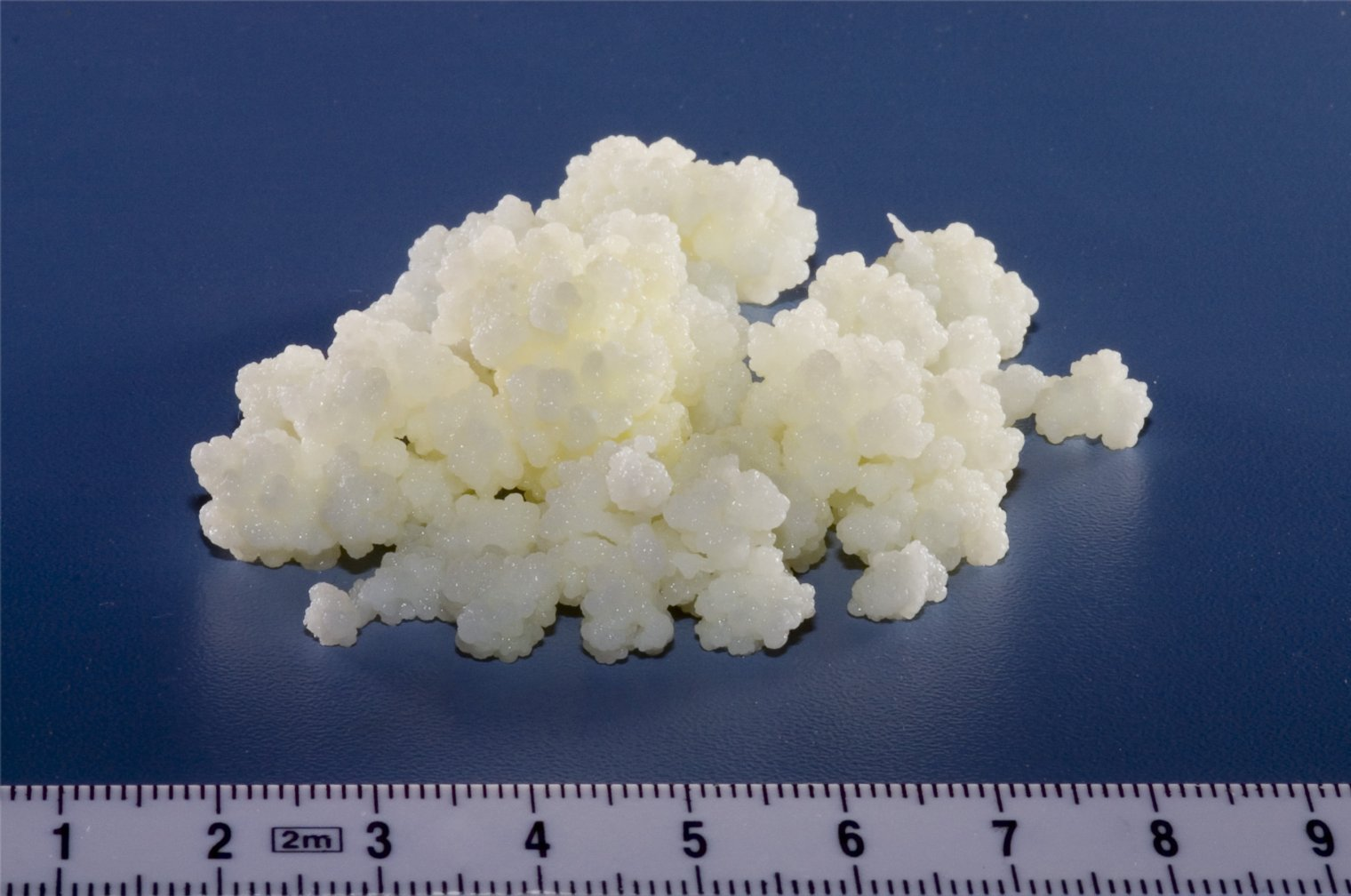
Granos de kéfir

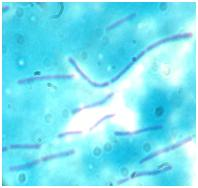
Imagen microscópica de Lactobacillus bulgaricus.

Kefiran es el nombre que recibe un polisacárido gelatinoso soluble en agua de color amarillo claro o amarillo pálido que desprende los granos de kéfir de leche. Se compone de los monosacáridos glucosa y galactosa, en una proporción 1:1 y conforma la matriz del gránulo de kéfir.
Los granos de kéfir son consorcios simbióticos de bacterias y levaduras que fermentan la leche que contiene  el disacárido lactosa, mientras que los granos de kéfir de agua contienen menos diversidad microbiana y pueden cultivarse solamente en agua y azúcar.
El kefiran muestra ciertas cualidades químicas que caracterizan las propiedades organolépticas del kéfir. Las bacterias que producen kefiran han sido identificados como Lactobacillus kefiranofaciens y Lactobacillus delbrueckii subsp. bulgaricus
El  kefiran ha demostrado tener propiedades antimicrobianas, que pueden combatir la candida, también ha demostrado la capacidad de reducir el colesterol y la presión arterial.
Para que el kefirán pueda producirse saludablemente, es conveniente no lavar los nódulos de kéfir de leche bajo el grifo de casa ya que esa agua contiene cloro. Una manera si no hay agua buena es dejarla reposar de 12 a 24 horas en un recipiente de boca grande tapado con un paño. Pasado ese periodo el cloro se habrá evaporado y usaremos el agua poniéndola en varios recipientes y sumergiendo los nódulos varias veces agitándolos en el agua. También se puede usar agua mineral embotellada de la misma manera. El agua del lavado se puede tomar.